# Ernst Gadermann
Ernst Gadermann  (* 25. Dezember 1913 in Ronsdorf, heute Wuppertal; † 26. November 1973 in Hamburg) war der höchstdekorierte Sanitätsoffizier der deutschen Luftwaffe im Zweiten Weltkrieg. Nach dem Krieg war er als Kardiologe und Sportmediziner tätig und begründete die Telemetrie in der Medizin.

## Studium
Gadermann studierte von 1933 bis 1938 in Jena und Hamburg Medizin. 1938 wurde er zum Dr. med. promoviert. Anschließend war er als Medizinalpraktikant am Hamburger Universitätskrankenhaus Eppendorf und am Allgemeinen Krankenhaus Altona tätig.

## Zweiter Weltkrieg
1939 wurde Gadermann als Truppenarzt zur Luftwaffe einberufen und überwiegend an der Ostfront eingesetzt. 1941 kam er als Stabsarzt zum Sturzkampfgeschwader 2 „Immelmann“, der Einheit, in der auch der Schlachtflieger Hans-Ulrich Rudel eingesetzt war, und brachte es bis zum Geschwaderarzt. Während seiner Dienstzeit bekam Gadermann bis 1943 beide Klassen des Eisernen Kreuzes und das Deutsche Kreuz in Gold verliehen. Einiges deutet darauf hin, dass er bereits während dieser Zeit auch an Kampfeinsätzen teilnahm. Nach dem Tod von Rudels Bordschütze Erwin Hentschel am 20. März 1944 ließ sich Gadermann vom Sanitätsdienst freistellen und trat fortan an Hentschels Stelle. Bei den folgenden Kämpfen schoss er mehrere Jäger ab und wurde auch selbst fünfmal abgeschossen. Für seine Leistungen in Hunderten von Kampfeinsätzen bekam er am 19. August 1944 das Ritterkreuz des Eisernen Kreuzes verliehen. Am 9. Februar 1945 wurde seine Maschine bei Lebus durch eine sowjetische Flak abgeschossen. Nach einer mühsamen Notlandung zog Gadermann seinen Piloten aus dem brennenden Wrack und versorgte dessen schwerverletzten Unterschenkel. Damit rettete er Rudel das Leben, wenngleich der Unterschenkel später amputiert werden musste. Insgesamt hatte Gadermann an über 850 Kampfeinsätzen teilgenommen.
Nach seinem letzten Flug wurde Gadermann zum Luftwaffen-Lazarett Braunschweig versetzt, von wo er schließlich als Oberstabsarzt der Reserve kurzzeitig in amerikanische Kriegsgefangenschaft geriet.

## Nachkriegszeit
Am 28. Januar 1946 trat Gadermann eine Stelle als Assistenzarzt an der II. Medizinischen Klinik des Universitätskrankenhauses Eppendorf an, wo er bereits als Medizinalpraktikant tätig gewesen war. 1949 wurde er dort zum Lehrbeauftragten ernannt und habilitierte sich am 25. Februar 1953 für das Fach Innere Medizin. Nachdem er am 18. März 1958 zum Oberarzt befördert worden war, übernahm er am 2. Juni 1959 eine außerplanmäßige Professur. Seit dem 11. Mai 1965 war Gadermann Abteilungsleiter. Zusätzlich wurde er 1966 gemeinsam mit Adolf Metzner Leiter des neugegründeten Sportmedizinischen Untersuchungszentrums des Deutschen Sportbundes (heute: Institut für Sport- und Bewegungsmedizin) in Hamburg. Für die olympischen Spiele 1972 in München wurde ihm die sportmedizinische Leitung übertragen.
Neben seinen Forschungen engagierte sich Gadermann insbesondere auch in der Lehre. Er galt als hervorragender Didaktiker, der die Weitergabe seines Wissens an seine Berufskollegen als innere Verpflichtung aus der Verbindung zu seinem Ärztestand ableitete.
Am 26. November 1973 erlag Gadermann auf dem Weg zu einer Vorlesung einem plötzlichen Herztod, als dessen Ursache ein Infarkt vermutet wurde. Er wurde am 7. Dezember 1973 in seiner Heimatstadt Wuppertal beigesetzt.
Für seine Verdienste um die ärztliche Fortbildung erhielt Gadermann am ersten Jahrestag seines Todes 1974 posthum die Ernst-von Bergmann-Plakette der deutschen Bundesärztekammer; sie wurde von seinem gleichnamigen Sohn, einem Atomphysiker, entgegengenommen.

## Wissenschaftliche Leistungen
Gadermanns wissenschaftliches Hauptinteresse galt der Erforschung des menschlichen Kreislaufs unter körperlicher Belastung. Die Sportmedizin entwickelte sich unter seiner Mitwirkung wesentlich weiter und erfuhr durch seine Einflussnahme eine bedeutende Aufwertung in Deutschland. Bahnbrechend im technischen Bereich wurde ab 1947 die Entwicklung einer Urform der medizinischen Telemetrie gemeinsam mit Adolf Metzner und dem Physiker Walter Nicolai, mittels derer grundlegende physiologische Daten erstmals in Echtzeit per Funk übermittelt wurden.

## Rezeption und Kritik
Entgegen anderslautenden Behauptungen gibt es keinerlei Hinweise darauf, dass Gadermann Mitglied der SS oder einer anderen nationalsozialistischen Parteiformation gewesen ist.
In einem Artikel der den Linken nahestehenden Zeitung Neues Deutschland vom 30. April 2012 wurde der Publizist Jakob Knab mit den Worten zitiert, dass für Gadermann nicht der Spruch Peter Bamms gelte, über dem Sanitätsdienst und den Lazaretten an der Ostfront habe die „unsichtbare Flagge der Humanität“ geweht. Trotzdem würden aber die Ritterkreuzträger des Sanitätsdienstes in der Sanitätsakademie der Bundeswehr durch Namensnennung auf einer Gedenkwand geehrt. Dies nahm der Bundestagsabgeordnete Omid Nouripour (Bündnis 90/Die Grünen) zum Anlass für eine schriftliche Anfrage; nach Auskunft der Bundesregierung war die in Rede stehende Namensliste allerdings bereits im März 2012 entfernt worden.
2021 äußerte der Sportmediziner Claus Tiedemann, dass er den Wechsel Gadermanns zur kämpfenden Truppe als Bruch der ärztlichen Berufsethik sehe. Einen im Jahr 1953 ohne Autorenangabe erschienenen Artikel aus der Zeit analysierend, für dessen Verfasser er Gadermann hielt, merkte Tiedemann weiter an, dass sich Gadermann zwar deutlich von Rudels rechtsextremer politischer Position distanziert, zugleich jedoch „seinen weiterhin empfundenen Stolz als Stuka-Bordschütze bestätigt“ habe.

## Auszeichnungen
- Eisernes Kreuz II. Klasse
- Eisernes Kreuz I. Klasse
- Deutsches Kreuz in Gold (17. Oktober 1943)
- Ritterkreuz des Eisernen Kreuzes (19. August 1944)
- Ernst-von-Bergmann-Plakette (26. November 1974)

## Publikationen (Auswahl)
- Veränderungen der Bluttrockensubstanz nach einer Harnstoffgabe von 3 g per os im Verlaufe einer 4wöchigen bioklimatischen Seekur in Wyk a/F. Dissertation, Universität Hamburg, 1940.
- Klinische Arterienpulsschreibung: Lehrbuch und Atlas der unblutigen Sphygmographie. Barth, 1964 (mit Horst Jungmann).